# Maison de retraite de Munkkiniemi
La  Maison de retraite de Munkkiniemi (finnois : Munkkiniemen pensionaatti), de nos jours[Quand ?] Centre de développement Haus (finnois : Haus kehittämiskeskus), est un bâtiment situé dans le quartier de  Munkkiniemi à Helsinki en Finlande.

## Histoire
Le bâtiment de style jugend conçu par Eliel Saarinen et construit en 1918 a accueilli successivement: 
- La maison de retraite de Munkkiniemi 1918 - 1923
- L'école des Cadets 1924 - 1940
- L'état-Major des forces aériennes 1941 - 1973
- Rénovation  1974 - 1976
- Le centre de formation de l’État - puis le centre de développement Haus Oy 1976-